# Parafia Nawiedzenia Najświętszej Maryi Panny w Polanowicach
Parafia Nawiedzenia Najświętszej Maryi Panny – rzymskokatolicka parafia, znajdująca się we wsi Polanowice (gmina Byczyna), należąca do dekanatu Wołczyn w diecezji kaliskiej.

## Historia parafii
Powstanie parafii w Polanowicach datowane jest na 1945 rok. Kościół parafialny wybudowany został jako ewangelicki w 1913 roku. Po II wojnie światowej przeszedł on w ręce katolików i wówczas to została zawiązana parafia rzymskokatolicka.
Proboszczem parafii jest ksiądz Marcin Jurga.

## Grupy parafialne
- Parafialna Rada Duszpasterska,
- Parafialna Rada ds. Ekonomicznych,
- Zespół Charytatywny,
- Akcja Katolicka,
- Koło Żywego Różańca,
- Grupa Biblijna[1].